# Sri Indraditya
Sri Indraditya (en tailandés: พ่อขุนศรีอินทราทิตย์, romanizado: Sri-Indrathit, 1188 - 1270), cuyo nombre de nacimiento era Pho Khun Bang Klang Hao, o Thao, fue el primer soberano del reino de Sujotai, primer estado independiente del pueblo tai central. Gobernó desde el año 1238 hasta su muerte en 1270. Le sucedió su segundo hijo, Ban Muang.

## Biografía
Antes de llegar a reinar, Bang Klang Hao era el líder de Bang Yang, una zona suroccidental en la actual zona central de Tailandia y que entonces era la frontera más occidental del Imperio jemer.
Durante la vida de Bang Klang Hao, los jemeres mantienen muchas disputas con el reino de Champa, llegando estos a saquear Angkor, la capital real de los jemeres. El monarca jemer, Jayavarman VII, mantuvo una política de mano dura y actitud militarista y expansionista, lo que consiguió aplacar a los champas hasta su fallecimiento en 1218.
Con la llegada al trono jemer de Indravarman II, grandes partes de su vasto imperio se comienzan a rebelar, así como vuelve a tener problemas fronterizos con los champas. Este momento será aprovechado por Bang Klang Hao, quien uniendo fuerzas con su cuñado, Pha Muang, hijo del autoproclamado primer rey de Sujotai, Srinavnamtum, se rebeló frente al dominio jemer. La rebelión se hizo pronto con Si Satchanalai, que pasó a ser del dominio de Pha Mueang, quien en respuesta cede oficialmente su reclamo al título de Sujotai a Bang Klang Thao.
Pho Khun Bang Klang Hao es nombrado rey de Sujotai en 1238, tomando el nombre regnal en sánscrito de Sri Indraditya. Fue conocido por sus súbditos por el título de «Phra Ruang» (en tailandés: Príncipe glorioso), nombre que heredarían los siguientes monarcas de Sujotai, dando inicio a la dinastía de Phra Ruang.
Sri Indraditya y su cónyuge, Sueang (hermana de Pha Muang), tuvieron tres hijos y dos hijas. El hijo mayor falleció a una temprana edad, convirtiéndose el segundo hijo, Ban Muang, en el heredero. Su tercer hijo, Pho Khun Ramarat, que durante la rebelión contra los jemeres derrotaría a un príncipe montado en elefante, lo que le ganó el sobrenombre de «Rama el valiente», sucedería a su hermano tras su muerte. 